# Кларинетска литература у Србији
Ово је списак композиција писаних за инструмент кларинет, а које су настале на тлу Србије. Сем дела за кларинет, овде су убројане и све врсте списа које се тичу кларинета, кларинетиста и кларинетске педагогије (књиге о кларинету, кларинетске брошуре, инструктивна кларинетска литература итд). 
|  |  |  |  |  |  |  |  |  |  |  |  |  |  |  |  |  |  |  |  |  |  |  |  |  |  |  |  |  |  |

## Б
Петар Бергамо

• Concerto abbreviato, за кларинет соло, 1966.

Нотна издања:

• Concerto abbreviato, за кларинет (В) соло (посвета Миленку Стефановићу), УКС, Београд, 1987.

Бруно Брун

Нотна издања:

Основна школа за кларинет:

• Школа за кларинет, I свеска, Просвета, Београд, 1956.

• Школа за кларинет, II свеска, Просвета, Београд, 1956.

• Школа за кларинет, III свеска, Удружење музичких педагога Србије, Београд, 1975.

Избор малих комада разних аутора:

• Избор малих комада, Просвета, Београд, 1953.

Инструментални дуо

• 4 минијатуре, за кларинет и клавир, Београд, 1971.

Рудолф Бручи

Инструментални дуо

• Међумурска (Прелудио, Ариа и Финале), за кларинет и клавир, Нови Сад, 1974.

Квинтети:

• Квинтет, за кларинет и гудачки квартет.

Соло и оркестар:

• Концерт, за кларинет и гудачки оркестар, Нови Сад, 1971.

Нотна издања:

• Међумурска (Прелудио, Ариа и Финале), за кларинет и клавир, УК САП Војводине, 1984.

• Концерт, за кларинет и гудачки оркестар, УКС, 1971.

Алексеј Бутаков

Инструментални дуо

• Свита, за кларинет и клавир.

Квартети:

• Дувачки квартет, за обоу, енглески рог, кларинет и фагот, 1943.

Нотна издања:

• Свита, за кларинет и клавир (посвета Бруно Бруну), УКС.

## В
Златан Вауда

Соло кларинет:

• Афоризми, за соло кларинет (В) (посвета Ернесту Ачкуну).

Инструментални дуо:

• Соната бревис, за кларинет и клавир (посвета Ернесту Ачкуну), 1952.

• Плач матере, Игра, за кларинет и клавир.

Соло и оркестар:

• Концерт, за кларинет и камерни оркестар (посвета Ернесту Ачкуну), 1959.

Нотна издања:

• Афоризми, за соло кларинет (В) (посвета Ернесту Ачкуну), ДУНАЈ (Беч), VII 1959.

• Соната бревис, за кларинет и клавир (посвета Ернесту Ачкуну), РТВ Београд, 1968.

• Плач матере, Игра, за кларинет и клавир, XI 1982.

Милан Влајин

• Souvenir, за кларинет и клавир, Op. 30, Београд, 1955.

• Прелудијум, за кларинет и клавир, Београд, 1963.

Војислав Вучковић

• Две песме, за сопран и дувачки трио, 1938.

## Г
- Анте Гргин

Инструктивна литература:

• 16 концертних етида, за кларинет

Инструментални дуо:

• Duettino Scherzando, за два кларинета.

Квинтети:

• Асоцијација, квинтет (за 4 кларинета и бас-кларинет)

• Квинтет, за кларинет и гудаче

Соло и оркестар:

• Рапсодија, за кларинет

• Велики концерт, за кларинет

• Кончертино, за кларинет и оркестар.

• I Капричо, за кларинет

• II Капричо, за кларинет

• III Капричо, за кларинет

• Тема са варијацијама, за кларинет и гудаче (посвета Василу Гелеву).

• Тема са варијацијама број 1, за кларинет и гудаче, Београд, 1983.

• Тема са варијацијама број 2, за кларинет и гудаче, Београд, 1983.

• Варијације на чардаш тему, за кларинет и оркестар

• Хамеум свита, за кларинет и оркестар (заједничко дело са Божидаром Милошевићем), Београд, 1995.

Нотна издања:

• Кончертино, за кларинет и клавир, Београд, 1966.

• Рапсодија, за кларинет и клавир, Београд, 1970.

• Тема са варијацијама, за кларинет и клавир (посвета Василу Гелеву), Београд.

• Тема са варијацијама број 2, за кларинет и клавир, Београд, 1983.

• Хамеум свита, за кларинет и клавир (заједничко дело са Божидаром Милошевићем), Београд, 1995.

## Д
Дејан Деспић

Соло кларинет:

• Девет игара, за кларинет соло (посвета Миленку Стефановићу), оп. 62, 1976.

Инструментални дуо:

• Стара песма, оп.79а, за кларинет и клавир (1984)

• Рапсодија, оп.130а, за кларинет и клавир (2007)

• 15 двогласних инвенција, оп.136, за кларинет и фагот (1998)

• Pas de deux, op.159, за флауту и кларинет (2001)

Триа:

• Манчестер трио, оп.93, за флауту/кларинет, виолончело и клавир (1987)

• Седам студија, оп.145, за три кларинета (2000)

… и друге приче (Књига бајки II), за обоу, кларинет и фагот, оп. 152 (2002)

Квартети:

• Дивертименто, оп.23, за дрвени дувачки квартет (1954)

Квинтети:

• Вињете, оп.43б, за дувачки квинтет (1963)

• Сонатина, оп.53, за дувачки квинтет (1970)

• A cinque, op.115, за дувачки квинтет (1994)

• Састанак, оп.195, за дувачки квинтет (2008)

Соло и оркестар:

• Кончертино, оп.40, за кларинет, фагот и оркестар (1963)

• Concerto grosso, op.45, за дувачки квинтет и симфонијски оркестар (1964)

• Concerto grosso, op.45a, за дувачки квинтет и гудачки оркестар (1986)

• Divertimento concertante, op.51a, за кларинет, трубу, хорну и гудачки оркестар (1998)

• Музика за Соњу, оп.130, за кларинет, клавир и гудачки оркестар (1997)

Нотна издања:

• Девет игара, за кларинет соло (посвета Миленку Стефановићу), оп. 62, , УКС, Београд, 1977. и 1987.

## Е
Антон Еберст
Књиге:

• Штa требa дa се знa о музичким инструментимa, Удружење музичких педaгогa, Нови сaд, 1958.

• Приручник зa дувaчке инструменте (fl, Ob, Cl, Fg, Cor, Tbn) ЛЕСТВИЦА И АКОРД, МП Нови Сaд, 1958.

• Школa зa дувaчке инструменaте (fl, cl, B-трубa, тенор, бaритон, Es-трубa, рог, F-бaс, удaрaчки инструменти и теоријско упутство), Сaвез музичких друштaвa НП Србије, Беогрaд 1960.

• Кларинет и кларинетисти, Форум, Нови Сад, 1963.

• Настава дувачких инструмената, Форум, Нови Сад, 1964.

• Основи методике наставе кларинета.

Основна школа за кларинет:

• Основна школа за кларинет, Савез музичких друштава и организација Хрватске, Загреб, 1967.

• Школа за кларинет, Лествица и акорд, I свеска, СМШ „Исидор Бајић“, 1954.

• Школа за кларинет, 'Лествица и акорд, II свеска, СМШ „Исидор Бајић“, 1954.

Избор малих комада разних аутора:

• Концертни албум за кларинет и клавир, Нота, Књажевац, 1975.

Оркестарске студије:

• Оркестарски албум за кларинет, I свеска, 1956.

• Оркестарски албум за кларинет, II свеска, 1956.

## Ж
Михаило Живановић

Симфонијска музика са солистима:

• Фантазија, за кларинет и оркестар

• Рапсодија, за кларинет и оркестар

• Став у ф-молу, за кларинет и оркестар

• Скице, за кларинет

• Блуз, за кларинет

Мирјана Живковић

Квинтети:

• Пеан, за флауту, виолину, кларинет, фагот и клавир.

• Дувачки квинтет, Удружење композиторa Србије, Беогрaд 1979.

• Дувачки квинтет (Adagio, Allegro), 1962.

Нотна издања:

• Пеан, за флауту, виолину, кларинет, фагот и клавир, УКС, Београд, 1975.

Исидора Жебељан
• Песма путника у ноћи, квинтер за кларинет и гудачки квартет, 2003 (премијера: 2003, Натионал Галлерy Лондон; Јоан Енриц Ллуна, кларинет и чланови Ацадемy оф Саинт Мартин ин тхе Фиелдс; издање: Рицорди-Универсал, Милано)
• Фрула и фламингоси,  концерт за кларинет и оркестар, 2017. (премијера: 2017, Сантиаго де Цомпостела, Шпанија; Јоан Енриц Ллуна, кларинет и Реал Филхармониа де Галициа, диригент Паул Даниел)
•  Сарабанда, за кларинет, сопран и клавир, 2018. (премијера: 2018, Виго, Шпанија)
• Гајдашки витраж, за кларинет, виолину и клавир, 2019. (премијера: 2019, Салзгиттер, Немачка; Трио Билоба

## И
|  |  |  |  |  |  |  |  |  |  |  |  |  |  |  |  |  |  |  |  |  |  |  |  |  |  |  |  |  |  |

## Ј
Енрико Јосиф

Соло кларинет:

• Казивања, за соло кларинет (1981)

Квинтети:

• Записи, за дувачки квинтет (1969)

• Дивертименто, за дувачки квинтет

• Frescobaldiana, за дувачки квинтет

• Химна Дунаву, за глас и дувачки квинтет

Камерна музика:

• Импровизација на народну тему, за 14 дувачких инструмената, 1949.

## К
Петар Коњовић

• Концертна свита , за дувачки квинтет, 1940.

Војислав Костић

• Карактери, варијације за кларинет, клавир и 18 удараљки, 1958.

## Л
Радивој Лазић
(Клавирску пратњу и оркестрацију композиција урадио је композитор и професор Властимир Перичић.)

Основна школа за кларинет:

• Учим кларинет I, Завод за уџбенике и наставна средства, Београд, 1997.

• Учим кларинет II, Завод за уџбенике и наставна средства, Београд, 1998.

• Учим кларинет III, Завод за уџбенике и наставна средства, Београд, 1998.

• Учим кларинет IV, Завод за уџбенике и наставна средства, Београд, 1998.

• Вежбе скала за II разред, Издање аутора, Београд, 1998.

Збирка оригиналних малих комада за кларинет и клавир за основну музичку школу:

• Распевани кларинет I, Завод за уџбенике и наставна средства, Београд, 1997.

• Распевани кларинет II, Завод за уџбенике и наставна средства, Београд, 1997.

• Распевани кларинет III, Завод за уџбенике и наставна средства, Београд, 1997.

• Распевани кларинет IV, Завод за уџбенике и наставна средства, Београд, 1997.

• Ведри дани у музичкој школи, Београд, Савез друштава музичких и балетских педагога Србије, 1996.

• Мелодичне етиде с клавиром I

• Мелодичне етиде с клавиром II

Деуети са клавиром:

• Лаки кларинетски дуети I, Београд, 1998.

• Лаки кларинетски дуети II, Београд, 1998.

Збирке оригиналних комада за кларинет и клавир за средњу музичку школу и факултет:

• Млади кларинетски виртуоз I Београд, ауторско издање, 1997.
• Млади кларинетски виртуоз II Београд, ауторско издање, 1997.
• Млади кларинетски виртуоз III Београд, ауторско издање, 1998.
• Млади кларинетски виртуоз IV Београд, ауторско издање, 1998.

Збирка комада разних аутора из светске литературе (транскрипције за кларинет):

• Велики мајстори за кларинет I, Београд, ауторско издање, 1997.

• Велики мајстори за кларинет II, Београд, ауторско издање, 1997.

• Велики мајстори за кларинет III, Београд, ауторско издање, 1997.

Инструментални дуо:

• Кончертино, за кларинет и клавир, издање аутора, Београд, 1998.

• Introduzione, tema e variazioni, за кларинет и клавир, издање аутора, Београд, 1998.

• Романтични концерт у а-молу, за кларинет и клавир, Фмп, Београд, 2016.

Соло и оркестар:

• Кончертино, за кларинет и оркестар, Београд, 1998.

• Introduzione, tema e variazioni, за кларинет и оркестар, Београд, 1998.

• Романтични концерт у а-молу, за кларинет и клавир, Фмп, Београд, 2016.

Камерна триа:

• Два комада, за флауту, кларинет и клавир, едиција ДХС, Смедерево, 2002.

• Мала свита, за кларинет, виолину и клавир, едиција ДХС, Смедерево, 2002.

Миховил Логар

Концерти:
• Concerto sinfonico, за кларинет и клавир (посвета Бруно Бруну), 1956.

• Двоструки концерт, за кларинет и рог, 1967.

• Партита кончертанте, за дувачки квинтет и гудачки оркестар, 1968.

• Концерт, за виолончело, мали гудачки оркестар и дувачки квинтет, 1971.

Нотна издања:

• Concerto sinfonico, за кларинет и клавир (посвета Бруно Бруну) РТ Београд.

• Дупли концерт, за кларинет, хорну и оркестар, Београд, УКС, 1969.

• Концерт, за кларинет и гудачки оркестар (клавирски извод), Београд, УКС, 1969.

## М
Рајко Максимовић

Камерна дела:

• Тријалог, за кларинет, гудачки трио и клавир (1968)

Илија Маринковић

• Дувачки квинтет, h-moll, 1941.

Љубица Марић

Камерна музика:

• Четвртстепени трио, за кларинет, тромбон и контрабас, 1937.

• Дувачки квинтет, 1931.

Божидар Милошевић - Анте Гргин

Соло и оркестар:

• Хамеум свита, за кларинет и оркестар, Београд, 1995.

Нотна издања:

• Хамеум свита, за кларинет и клавир, Београд, 1995.

Василије Мокрањац

Соло кларинет:

• Прелудијум, за кларинет (B) соло (посвета Ернесту Ачкуну), 1984.

Нотна издања:

• Прелудијум, за кларинет (B) соло (посвета Ернесту Ачкуну), УКС, Београд, 1987.

## Н
Светомир Настасијевић

• Концерт, за кларинет.

## О
Александар Обрадовић

Соло кларинет:

• Микро – соната, за соло кларинет in B (посвета Миленку Стефановићу).

Соло и хор:

• Стихира II, за соло кларинет in B и четворогласни мешовити хор

Соло и оркестар:

• Концерт, за кларинет и гудачки оркестар, 1958.

Квинтети:

• Дивертименто, за дувачки квинтет

Нотна издања:

• Стихира II, за соло кларинет in B и четворогласни мешовити хор, Београд, 1999.

• Дивертименто, за дувачки квинтет, Београд, 1983.

• Микро – соната, за соло кларинет in B (посвета Миленку Стефановићу), Beograd, УКС, 1987.

Дискографија:

• Микро-соната, за кларинет соло

Петар Озгијан

Соло кларинет:

• За Миму, за кларинет (B) соло (посвета Миленку Стефановићу).

Нотна издања:

• За Миму, за кларинет (B) соло (посвета Миленку Стефановићу), УКС , Београд, 1987.

## П
Властимир Перичић
• Три минијатуре, за кларинет и клавир (Canzonetta - Посвета Чајковском, Valsе mignonne - Посвета Шопену, Chant sans paroles - Посвета Менделсону, 1995, 6')

• Интермецо (Посвета Брамсу), за кларинет и клавир, 1996, 4'

• Менует (Посвета Хајдну), за кларинет и клавир, 1995, 3'

• Менует (Посвета Хајдну), за кларинет и гудаче, 1995, 3' 5.

• Скерцо, за кларинет и клавир (II став из Сонате), 1996, 4'

• Песма и игра, за кларинет и клавир, 1994, 5'

• Песма и игра, за кларинет и гудаче, 1994, 5'

• Марш (Посвета Прокофјеву), за кларинет и клавир, 1995, 2'

• Свитање, за кларинет и клавир, 1995, 3'

• Коло, за кларинет и клавир, 1995, 3'

• Сонатина Дес-дур (Посвета Суку), за кларинет I клавир, 1996, 9'

•  (II став из Сонатине), за кларинет и клавир, 1995, 3'

• Посвета Бартоку (II став из Сонатине), за кларинет и клавир, 1996, 3'

• Сонатина, за кларинет и клавир (Посвета Дворжаку), еф-дур, 1996, 8'

• , за кларинет и клавир (Посвета моме професору Станојлу Рајичићу), де-мол, 1996, 5'

• , за кларинет и клавир, 1996, 3'

• Сарабанда е Фугета, за кларинет и клавир, 1946/1996, 4'

• Две етиде, за кларинет и клавир, 1997, 3'

• Три дуета, за два кларинета и клавир, 1997, 4'

Зоран Петровић

Инструментални дуо:

• Варијације на хазарску тему, за два кларинета (in B).

## Р
Душан Радић

Соло и оркестар:

• Кончертино, за кларинет и гудачки оркестар оп.2 бр. 4, 1956.

Инструментални дуо

• Кончертино, за кларинет и клавир оп.2 бр. 4, 1956.

• Месечева мелодија, за кларинет (in La) и клавир.

Квинтети:

• Багателе, за дувачки квинтет оп.13, бр. 4, Београд, 1984.

Нотна издања:

• Кончертино, за кларинет и гудачки оркестар оп.2 бр. 4, Београд, УКС, 1984.

• Месечева мелодија, за кларинет (in La) и клавир.

• Багателе, за дувачки квинтет оп.13, бр. 4, Београд, 1984.

Станојло Рајичић

Соло и оркестар:

• Концерт, за кларинет, гудачки оркестар, клавир и удараљке, 1962.

Милан Ристић

Соло и оркестар:

• Концерт, за кларинет и оркестар (посвета Ернесту Ачкуну), 1964.

## С
Јосип Славенски

Камерна музика:

• Две румунске игре, за кларинет и виолину

• Народне игре Русина, за виолину и клавир (или за флауту, кларинет, тамбурицу, 2 виолине, виолу, виолончело и контрабас), 1950

• Дувачки квинтет, за флауту, обоу, кларинет, рог и фагот, 1930

• Са села, квинтет за флауту, кларинет, виолину, виолу и контрабас, 1925

• Дрмлец, за 11 дувачких нструмената, 1917

• Међумурске народне пјесме, за кларинет, цимбал, 2 виолине, виолу, виолончело и контрабас (Град се бели преко Балатина, Ни ми воља већ на свету живети, Цин цан цвргудан, Зарсла ми је ружа), 1920

• Музика за камерни оркестар (Музика 38), за флауту, обоу, кларинет, фагот, 2 виолине, виолу, виолончело и контрабас, 1938

Миленко Стефановић

Избор малих комада разних аутора:

• Лаки комади, Миливој Ивановић, Београд, 1970.

## Т
|  |  |  |  |  |  |  |  |  |  |  |  |  |  |  |  |  |  |  |  |  |  |  |  |  |  |  |  |  |  |

## Х
Зоран Христић

Инструментални дуо:

• Соната „Виза“, за кларинет и клавир, 1961.

## Ш
Мирослав Штаткић

Соло кларинет:

• Свита, за кларинет соло (Melodia, Silenzio, Macchina, Campane, Malinconia, Uccellino, Movimento), 1984.

Инструментални дуо:

• Орион дуо, за саксофон (бас-кларинет) и вибрафон (маримбафон), 1984.

• Џез соната бр.1, за кларинет и клавир, 1984.

Триа:

• Microstructure V, за кларинет, триангл и клавир, 1982.

|  |  |  |  |  |  |  |  |  |  |  |  |  |  |  |  |  |  |  |  |  |  |  |  |  |  |  |  |  |  |